# Taz (fleuve)
Pour les articles homonymes, voir Taz.
Le Taz (en russe : Таз) est un fleuve de Russie, qui coule dans la plaine de Sibérie occidentale et se jette dans l'estuaire du Taz, une ramification du golfe de l'Ob, ce dernier constituant une partie de la mer de Kara.

## Géographie
Il prend sa source dans le krai de Krasnoïarsk, puis coule dans le district autonome de Iamalo-Nénétsie.
Le Taz est long de 1 401 km et draine un bassin de 150 000 km2. Son débit moyen est d'environ 1 050 m3 s−1 dans le cours inférieur, près de Sidorovsk, mais peut varier d'un minimum de 100 m3 s−1 à plus de 7 000 m3 s−1. Le débit moyen est d'environ 1 450 m3 s−1 à 1 500 m3 s−1 à l'embouchure.
Le cours du Taz suit une route plus ou moins parallèle à celui de l'Ienisseï à travers des zones marécageuses. À son embouchure, le fleuve forme 298 km d'estuaire qui débute depuis la ville de Tazovski et finit jusqu'au golfe de l'Ob, connecté à la mer de Kara. Sa largeur est d'environ 25 km et il est classé comme l'un des plus grands estuaires du monde.

## Hydrométrie - Les débits à Sidorovsk
Le débit du Taz a été observé sur une période de 35 ans (durant les années 1962-1996), à Sidorovsk, localité située à 259 kilomètres en amont de son embouchure.
Le module du Taz à Sidorovsk est de 1 046 m3 s−1 pour une surface prise en compte de 100 000 km2, ce qui correspond aux deux tiers du bassin versant du fleuve qui en compte 150 000. La lame d'eau écoulée dans ce bassin se monte ainsi à 330 millimètres annuellement, ce qui peut être qualifié de fort satisfaisant dans le contexte de la grande plaine de Sibérie occidentale, et correspond aux mesures effectuées sur les autres cours d'eau de la région.
Le Taz présente les fluctuations saisonnières observées sur la plupart des cours d'eau du grand nord sibérien. Les crues se déroulent au printemps et au début de l'été, en juin et en juillet et résultent de la fonte des neiges. Au mois d'août, le débit s'effondre et cette baisse se poursuit mais très progressivement, jusqu'à la fin de l'automne. Durant toute cette période, le débit se maintient à un niveau assez confortable. En novembre se produit une nouvelle baisse de débit, résultant de l'irruption de l'hiver sibérien, avec ses gelées profondes ; le fleuve présente alors sa période de basses eaux ou étiage, période allant de novembre à avril inclus.
Le débit moyen mensuel observé en avril (minimum annuel d'étiage) se monte à 223 m3 s−1, ce qui représente 5 % du débit moyen du mois de mai (4 253 m3 s−1). L'amplitude des variations saisonnières peut être qualifiée d'assez élevée, mais correspond aux écarts constatés sur les autres cours d'eau de la région. Sur la période d'observation de 35 ans, le débit mensuel minimal a été de 11 m3 s−1 en avril 1969, tandis que le débit mensuel maximal s'est élevé à 5 380 m3 s−1 en juillet 1975.
Quant aux débits mensuels estivaux, c'est-à-dire observés durant la période libre de glaces (de juin à septembre), le minimum relevé a été de 351 m3 s−1 en septembre 1967.